# Ambassade de Pologne au Sénégal
L'ambassade de Pologne au Sénégal est la représentation diplomatique de la République de Pologne auprès de la République du Sénégal. Elle est située à Dakar, la capitale du pays.
L'ambassadeur résidant à Dakar est également accrédité auprès du Burkina Faso, de la Gambie, de la Guinée, de la Guinée-Bissau, du Mali, du Cap-Vert et de la Côte d'Ivoire.

## Salut juste besoins des informations pour une demande de visa
L'ambassade est située Route des Almadies, à Dakar, au Sénégal. L'établissement comprend une unité des affaires politiques et un bureau des affaires administratives et financières.

## Histoire
Le premier consulat polonais à Dakar a été établi en 1935, lorsque la ville était la capitale de l'Afrique-Occidentale française. La Pologne a reconnu le Sénégal en 1960 et les relations diplomatiques ont été établies en 1963. En 1996, l'établissement (qui se situait à l'avenue des Ambassadeurs, Résidence Fann) a été élevé au rang d'ambassade.
L'ambassade de Pologne à Dakar a été fermée en 2008,. Elle a rouvert ses portes le 31 mai 2016.
| N°                                                              | Nom                       | Debut           | Fin              | titre             |
| --------------------------------------------------------------- | ------------------------- | --------------- | ---------------- | ----------------- |
| 1                                                               | Stanisław Anielewski      | 1963            | 1965             | chargé d’affaires |
| 2                                                               | Witold Stasinowski        | 1965            | 1969             | chargé d’affaires |
| 3                                                               | Henryk Bojarski (pl)      | 1969            | 1973             | chargé d’affaires |
| 4                                                               | Mirosław Żuławski         | 1973            | 1977             | ambassadeur       |
| 5                                                               | Marian Stradowski (pl)    | 1977            | 1981             | ambassadeur       |
| 6                                                               | Czesław Lech              | 1981            | 1982             | ambassadeur       |
| 7                                                               | Stanisław Baran           | 1982            | 1987             | chargé d’affaires |
| 8                                                               | Bolesław Iwanków          | 1987            | 1989             | chargé d’affaires |
| 9                                                               | Krzysztof Antczak         | 1989            | 1991             | chargé d’affaires |
| 10                                                              | Janusz Mrowiec (pl)       | 1991            | 1996             | chargé d’affaires |
| 11                                                              | Janusz Mrowiec (pl)       | 1996            | 2000             | ambassadeur       |
| 12                                                              | Tomasz Niegodzisz         | 2000            | 2004             | ambassadeur       |
| 13                                                              | Andrzej Łupina (pl)       | 16 février 2005 | 31 décembre 2008 | ambassadeur       |
| Entre 2008 et 2015 L'ambassade de Pologne à Dakar a été fermée. |                           |                 |                  |                   |
| 14                                                              | Michał Radlicki (pl)      | 31 mai 2016     | 31 mai 2017      | chargé d’affaires |
| 15                                                              | Wojciech Korobowicz       | 1 juin 2017     | 22 janvier 2018  | ambassadeur       |
| 16                                                              | Margareta Kassangana (pl) | Novembre 2017   | 12 novembre 2022 | ambassadeur       |
| 17                                                              | Bartłomiej Zdaniuk        | 2023            | juillet 2024     | ambassadeur       |
| 18                                                              | Julita Baś                | 2024            |                  | chargé d’affaires |